# Jerzy Skoczek
Jerzy Skoczek (ur. 12 maja 1949 w Wincentowie, zm. 14 marca 1989) – polski kolarz torowy, mistrz i reprezentant Polski.

## Kariera sportowa
Był zawodnikiem Broni Radom (gdzie trenował go Stefan Borucz), a w czasie służby wojskowej Orła Łódź.
Największe sukcesy osiągał w wyścigach tandemów, w tej konkurencji został mistrzem Polski seniorów w 1966 (ze Stanisławem Kozerą), 1968 i 1969 (w obu startach z Ryszardem Kobielą) oraz brązowym medalistą mistrzostw Polski w 1967, 1970 i 1971 (we wszystkich startach z Ryszardem Kobielą) i 1973 (z Henrykiem Głogowskim). Był także wicemistrzem Polski w sprincie w 1968 i brązowym medalistą w tej konkurencji w 1969 i 1971.
Reprezentował Polskę na mistrzostwach świata w 1967 (odpadł w eliminacjach sprintu i tandemów - z Januszem Kierzkowskim) oraz 1969 (odpadł w eliminacjach sprintu, w tandemach odpadł w 1/4 - z Januszem Kotlińskim).
Był trzykrotnym rekordzistą Polski na 200 m ze startu lotnego w tandemach (10,7 - 11 czerwca 1966 z Januszem Kierzkowskim, 10,6 - 31 sierpnia 1968 - z Ryszardem Kobielą, 10,4 - 4 lipca 1971 - z Ryszardem Kobielą)